# Алгоритм Тодда — Коксетера
В теории групп, алгоритм Тодда — Коксетера, найденный Дж. А. Тоддом и Г. Коксетером в 1936 году, является алгоритмом для решения проблемы перечисления смежных классов. Для конкретных задания группы {\displaystyle G} и подгруппы {\displaystyle H} в {\displaystyle G}, алгоритм перечисляет смежные классы {\displaystyle G} по {\displaystyle H} и описывает представление перестановками {\displaystyle G} на пространстве смежных классов.
Если порядок группы {\displaystyle G} является относительно небольшим, и подгруппа {\displaystyle H} является несложной (например, циклическая группа), то алгоритм может быть выполнен вручную и дает удобное описание группы {\displaystyle G}. Используя свой алгоритм, Коксетер и Тодд показали, что конкретные системы соотношений между порождающими элементами некоторых известных групп полны, то есть составляют систему определяющих соотношений.
Алгоритм Тодда-Коксетера может быть применен к бесконечным группам и завершается после конечного числа шагов при условии, что индекс {\displaystyle H} в {\displaystyle G} конечен. С другой стороны, в общем случае для пары, состоящей из задания группы и подгруппы, количество его шагов не ограничено никакой вычислимой функцией индекса подгруппы и размера данных.

## Описание алгоритма
Выполнение алгоритма проходит следующим образом. Предположим это {\displaystyle G=\langle X\mid R\rangle }, где {\displaystyle X} — множество образующих, {\displaystyle R} — множество соотношений. Множество образующих {\displaystyle X} и их инверсий обозначим {\displaystyle X^{\prime }}. Пусть {\displaystyle H=\langle h_{1},h_{2},h_{3},...,h_{s}\rangle } где {\displaystyle h_{i}} — элементы {\displaystyle X^{\prime }}. Есть три типа матриц, которые будут использоваться: смежный класс матриц, матрицы соотношения для каждого соотношения в {\displaystyle R}, и матрицы подгруппы для каждого множества образующих {\displaystyle h_{i}} от {\displaystyle H}. Информация постепенно добавляется к этим матрицам, и как только они будут заполнены, все смежные классы будут перечислены, и алгоритм закончится.
Смежный класс матриц используется, чтобы хранить соотношения между известными смежными классами при умножении множеством образующих. Это имеет ряды, представляющие смежные классы {\displaystyle H} и колонки для каждого элемента {\displaystyle X^{\prime }}. Пусть {\displaystyle C_{i}} обозначает смежные классы {\displaystyle i}-го ряда смежных классов матриц, и пусть {\displaystyle g_{i}OX^{\prime }} обозначает множество образующих {\displaystyle j}-й колонки. Ввод смежных классов матриц последователен, {\displaystyle i} и {\displaystyle j} определены так, чтобы было (если известно) {\displaystyle k}, где {\displaystyle k} — такое, что {\displaystyle C_{k}=C_{i}g_{j}}.
Соотношения матриц используются, чтобы обнаружить, когда некоторые из смежных классов, которые мы нашли, фактически эквивалентны. Выполняется: одно соотношение матриц для каждого соотношения в {\displaystyle R}. Пусть {\displaystyle 1=gn1,gn2,...,gnt} — соотношение в {\displaystyle R}, где gni ОX' . матриц соотношения имеет ряды, представляющие смежных классов H, как в смежных классов матриц. Это имеет {\displaystyle t} колонки, и ввод в {\displaystyle i}-м ряду и {\displaystyle j}-й колонке определен, чтобы быть (если известно) {\displaystyle k}, где Ck=Cig1g2…gj. В частности i-й вход — первоначально i, пока {\displaystyle gn1gn2...gnt=1}. Наконец, матрицы подгруппы подобны матрицам соотношения, за исключением того, что они держат след возможных соотношений множества образующих H. Для каждого множества образующих hn=gn1gn2…gnt из H, с gniOH', мы создаем матрицу подгруппы. Это имеет только один ряд, соответствуя смежным классам H непосредственно. Это имеет t колонки, и вход в j-й колонке определен (если известно), чтобы быть k, где {\displaystyle Ck=HCig1g2...gj} . Когда ряд соотношения или матриц подгруппы закончен, новая информация {\displaystyle Ci=Cjg,gOH^{\prime }} найдена. Это известно как вычитание. От вычитания, мы можем быть в состоянии заполнить в дополнительных записях соотношения и матриц подгруппы, приводя к возможному дополнительному вычитанию. Мы можем заполниться в записях смежных классах матриц, соответствующего уравнениям {\displaystyle Ci=Cjg} и {\displaystyle Cj=Cig-1}. Однако, заполняясь в смежных классах матриц, возможно, что мы можем уже иметь ввод для уравнения, но ввод имеет различную ценность. В этом случае, мы обнаружили, что два из наших смежных классов — фактически то же самое, известные как совпадение. Предположим {\displaystyle Ci=Cj}, с {\displaystyle i<j} . Мы заменяем все случаи j в матриц с i. Тогда, мы заполняем во всех возможных записях матриц, возможно приводя к большему количеству вычитания и совпадений. Если есть пустые записи в матрице после всего вычитания, и о совпадениях заботились, добавляем новый смежный класс к матрице и повторяем процесс. Мы удостоверяемся, что, добавляя смежный класс, если Hx — известный смежный класс, то Hxg будет добавлен в некоторый момент для всех {\displaystyle g\in H^{\prime }} . (Это необходимо, чтобы гарантировать, что алгоритм закончится обеспеченный {\displaystyle |G:H|} конечен.) Когда все матрицы заполнены, алгоритм заканчивается. Мы получили всю информацию о действии G на смежные классы H.